# Maurice Bixio
Pour les articles homonymes, voir Bixio.
Jules Maurice Bixio, né le 23 février 1836 à Paris, baptisé le 25 février 1836 paroisse Saint-Louis-en-l'Île, mort le 4 janvier 1906 à Paris, est un ingénieur, publiciste, administrateur d'entreprises et conseiller municipal français.

## Biographie
Maurice Bixio est le fils de Mélanie Gaume et de Jacques Alexandre Bixio (1808-1865), docteur en médecine d'origine italienne qui exerça peu, mais se consacra à la création et à la publication de revues (Revue des Deux mondes, 1829) puis de journaux et autres ouvrages traitant d'agronomie (Journal d'agriculture pratique, 1837; La Maison rustique du XIXe siècle, 1844), avant de s'engager en politique. 

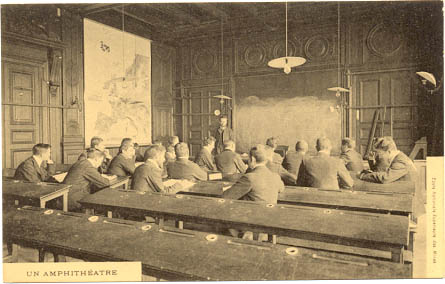
Salle de cours à l'École des Mines de Paris, au XIXe siècle

Maurice Bixio fit — comme autrefois son père — ses études au collège Sainte-Barbe puis suivit des cours à l'École des Mines. Il abandonna ses études à la mort de son père pour lui succéder, de 1865 à 1868 à la direction de la maison d'édition Librairie agricole de la Maison rustique, rue Jacob.
En 1868, il prit la direction de la Compagnie générale des Voitures à Paris, dont il devint bientôt, et resta jusqu'à la fin de sa vie, le président du conseil d'administration. Il fut également administrateur de la Compañía de los Caminos de Hierro del Norte, de la Banque internationale de Paris, de la Société générale, du Crédit mobilier espagnol (es), de la Compagnie générale de traction, de la Compagnie générale des tabacs des Philippines. 
Elu conseiller municipal de Paris (VIe), il renonça à un deuxième mandat pour se consacrer pleinement à ses activités professionnelles.
Maurice Bixio, Albert Kaempfen et Louis Schrœder sont présents à l'inhumation de Nelly Marandon de Montyel, directrice de l’École Nationale de dessin pour les jeunes filles, à l'église Saint-François-de-Sales le 14 juillet 1893.
Maurice Bixio mourut le 4 janvier 1906, à l'âge de 69 ans, à son domicile situé quai Voltaire no 17.

## Honneurs
La rue Bixio, à Paris, tracée à l'emplacement d'un ancien dépôt de la Compagnie générale des Voitures, est baptisée en son honneur.

## Œuvres

### Traductions
- Miséricorde (Miséricordia, 1897), roman de Benito Pérez Galdós traduit de l'espagnol par Maurice Bixio et préfacé par Alfred Morel-Fatio, Hachette, Paris, 1900[6].
- Boue et roseaux (Cañas y barro, 1902) roman de Vicente Blasco Ibáñez traduit de l'espagnol par Maurice Bixio, Hachette, Paris, 1905[7].